# Passwd
passwd (od ang. password) – polecenie systemu operacyjnego Unix umożliwiające zarządzanie oraz zmianę hasła uwierzytelniającego kont użytkowników. Zapamiętane hasła są szyfrowane i zapisywane w pliku /etc/shadow.

## Składnia polecenia
- Ogólna składnia polecenia passwd jest następująca:

```
   $ passwd (opcjonalny_parametr) (nazwa_konta)
```

gdzie (opcjonalny_parametr) jest jednym z poniższej listy (wybór):
```
 -a -S, --all --status         wyświetl raporty stanu haseł wszystkich kont
 -d, --delete                  usuń hasło
 -e, --expire                  wymuś wygaśnięcie hasła
 -h, --help                    wyświetl pomoc dla polecenia
 -k, --keep-tokens             zmień hasło o ile już wygasło
 -l, --lock                    zablokuj konto
 -S, --status                  wyświetl raport stanu hasła
 -u, --unlock                  odblokuj konto
```

Uwaga: użycie parametru (z wyjątkiem -h) wymaga uprawnień superużytkownika root.

## Przykłady użycia
- $ passwd – tym poleceniem można zastąpić swoje aktualne hasło nowym:

```
     $ passwd
     Zmiana hasła dla janek.
     Stare hasło:
     Nowe hasło:
     Proszę podać nowe hasło ponownie:
     Hasło zostało zmienione.

```

- # passwd janek – po zalogowaniu z uprawnieniami root'a, podając nazwę konta, możemy zmienić hasło dla tego konta:

```
     # passwd janek
     Zmiana hasła dla janek.
     Nowe hasło:
     Proszę podać nowe hasło ponownie:
     Hasło zostało zmienione.

```

Wyświetlany tekst może być inny niż w powyższych przykładach, w zależności od wersji polecenia passwd.

## Inne polecenia związane z kontami i grupami
- usermod – polecenie służące do modyfikacji kont
- groupmod – polecenie służące do modyfikacji grup
- useradd (adduser) – polecenie dodające nowe konta
- groupadd (addgroup) – polecenie dodające nowe grupy
- userdel – polecenie służące do usuwania kont
- groupdel – polecenie służące do usuwania grup
- users – polecenie wyświetlające nazwy aktualnie zalogowanych kont
- groups – polecenie wyświetlające do jakich grup należy konto